# Georges Devereux
Georges Devereux, né Győrgy Dobó à Lugoj le 13 septembre 1908 et mort à Paris le 29 mai 1985, est un psychanalyste et anthropologue franco-américain, d'origine hongroise. Il est l'un des fondateurs de l'ethnopsychanalyse.

## Biographie
Il est né dans une famille juive de Lugoj, ville alors hongroise de la province du Banat, située dans l'actuelle Roumanie. Ses parents étaient issus de la famille appelée récemment Deutsch, dont Dobó est la version magyarisée, anciennement Weissmaier, appartenant à la bourgeoisie juive de l'empire austro-hongrois. Son père est avocat et président de la communauté juive néologue de Lugoj, avait des vues socialisantes et francophiles alors que sa mère Margit, née à Budapest et dont la famille avait gardé le patronyme Deutsch, était plus conservatrice et germanophile. Sa sœur Ilona Deutsch, était la mère du physicien hongro-américain Edward Teller.
Après le suicide de son frère plus âgé, István (Pista) en 1926, Győrgy part en Allemagne et en France, où il fréquente les milieux artistiques et littéraires, apprend le métier de libraire, fait la connaissance de Klaus Mann et d'Eugène Ionesco. Il tente d'étudier la physique et la chimie à Paris, sous la direction de Marie Curie et Jean Perrin, mais abandonne après un an et demi. Il continue sa formation à l'école des langues orientales (où il apprend le malais), et à l'École pratique des hautes études (EPHE), notamment auprès de Marcel Mauss, Paul Rivet et Lucien Lévy-Bruhl, pour des études de sociologie et d'anthropologie.
Dans le cadre de ses études d'anthropologie, il se rend en Indochine étudier les populations Sedang dont il apprend aussi la langue. Puis il part aux États-Unis, à l'Université de Berkeley (Californie), pour étudier l'anthropologie avec Alfred Kroeber et Robert Lowie. Dans le cadre de ses études, il vit parmi les indiens Mohaves, apprenant leur langue et leurs coutumes. Il fait ensuite son doctorat sur leur mentalité et leur vie sexuelle. Il dira que les Mohaves lui ont mieux fait comprendre les idées de Freud.
En 1933, Győrgy Dobó se fait baptiser, adoptant le nom de Georges Devereux.
Il entreprend une cure psychanalytique auprès de Marc Schlumberger, qu'il interrompt après un an, puis une deuxième analyse auprès de Robert Jokl, et fait ensuite un stage psychanalytique de quelques années à la clinique Menninger de Topeka, Kansas, où peuvent exercer des non-médecins. C'est là qu'il fait la rencontre de l'Indien de la tribu des Pieds-Noirs, Jimmy Picard, qui sera un de ses plus importants cas d'étude et le sujet de publication de Psychothérapie d'un Indien des Plaines (1951). Par la suite, il est reçu membre de l'American Psychoanalytic Association ce qui lui assure la qualité de membre de la Société psychanalytique de Paris lorsqu'il émigre à Paris.
En 1963, Claude Lévi-Strauss et Roger Bastide l'aident à intégrer l'École pratique des hautes études.
À sa mort en 1985 à Paris, Georges Devereux est incinéré, selon ses instructions, et ses cendres sont transférées chez les Indiens mohaves.

## Influence
Devereux fut un pionnier de l'ethnopsychanalyse, combinant plusieurs approches. Il sera proche de l'école de Chicago ainsi que de l'ego-psychology. Il défend l'idée de l'universalité du complexe d'Œdipe. Il pense que l'homme ne se construit pas qu'avec sa culture. Il a une approche transculturelle et développe le courant « complémentariste » (entre anthropologie et psychanalyse). Il se démarque du courant culturaliste dont il fut très proche (Ralph Linton, Margaret Mead) et des approches évolutionnistes, postulant le déterminisme biologique. Selon François Laplantine, Devereux est le fondateur de l'ethnopsychiatrie, celle-ci devant être perçue comme une ethnopsychanalyse.
La seconde génération de l'École de Zurich de l'ethnopsychanalyse, notamment Mario Erdheim ou Maya Nadig, est fortement influencée par Devereux[réf. souhaitée].
En France, plusieurs chercheurs se recommandent de son approche, notamment Tobie Nathan, Marie Rose Moro qui a mis en œuvre à l'hôpital Avicenne (Bobigny) et à l’hôpital Cochin les idées de Devereux et sa « méthode complémentariste » (et transculturaliste) appliquée aux enfants de la seconde génération de migrants, aux enfants de couples mixtes, aux enfants de l'adoption internationale, aux enfants mineurs isolés et à tous les enfants qui traversent des langues et des mondes, Michel Weber qui a publié un essai philosophique inspiré de certains aspects de l'œuvre de Devereux.

## Méthodologie
Dans De l’angoisse à la méthode (1967, la traduction française en 1980), Devereux suggère de reconsidérer la question des rapports entre sujet observateur et objet observé dans les « sciences du comportement » (sciences humaines, zoologie,…) en s’inspirant du modèle de la cure psychanalytique.
Il y soutient la thèse suivante : le principe méthodologique classique qui commande au chercheur de tout mettre en œuvre pour considérer ce qu’il observe d’un point de vue strictement objectif est non seulement vain, mais surtout contre-productif.
Selon Devereux, l’observateur doit se replacer au cœur du processus et considérer qu’il n’observe jamais que des réactions à ses propres observations, qu’il n’y a pas de données indépendantes de son travail d’observation. Plus précisément, les seules « données » dont dispose le chercheur sont constituées par ses propres réactions – « et c’est cela que je perçois » – aux réactions qu’il suscite. Pour Devereux, l’observateur doit penser sa relation à l’observé de la même manière que le psychanalyste aborde la relation à son patient. L'analyste ne travaille que sur les réactions de transfert dont il fait l’objet et sur ses propres réactions de contre-transfert. Ce sont là les seules données pertinentes. Il doit en être de même, assure Devereux, dans toute démarche d’enquête portant sur des humains (ou des animaux). La « subjectivité » du chercheur, au lieu d’être considérée comme une source d’erreur, doit donc être envisagée comme une ressource, la seule ressource même, dont dispose celui qui entretient le projet de comprendre une activité humaine quelconque. « Par bonheur, ce qu’on appelle les « perturbations » dues à l’existence de l’observateur, lorsqu’elles sont correctement exploitées, sont les pierres angulaires d’une science du comportement authentiquement scientifique et non – comme on le croit couramment – un fâcheux contretemps dont la meilleure façon de se débarrasser est de l’escamoter » (1980, p. 30).

### Portrait cinématographique
En 2013, le réalisateur français Arnaud Desplechin, dans son film Jimmy P. (Psychothérapie d'un Indien des Plaines), s'appuie pour le scénario sur le récit éponyme du travail thérapeutique effectué par Devereux auprès de Jimmy Picard, un Amérindien de la tribu des Pieds-Noirs. Le rôle de Georges Devereux est interprété par Mathieu Amalric et celui de Jimmy Picard par Benicio del Toro.

## Ouvrages
Devereux est l'auteur de près de quatre cents textes dont :
- Cléomène le roi fou : études d'histoire ethnopsychanalytique, Paris, Aubier, 1998,  (ISBN 2-7007-2114-4).
- Tragédie et Poésie grecques, Paris, Flammarion, 1992,  (ISBN 2-08-210645-4).
- Les Rêves dans la tragédie grecque, Paris, Les Belles Lettres, coll. "Vérité des mythes", 2006,  (ISBN 2-251-32438-0) Traduction de Dreams in Greek Tragedy : an ethno-psycho-analytical study, Berkeley University Press, 1976.
- Femme et mythe, Paris, Flammarion, 1982, rééd. poche, Paris, Flammarion, 1999, coll. "Champs",  (ISBN 2-08-081180-0).
- Ethnopsychanalyse complémentariste, Paris, Flammarion, 1972, (réédition 1985).
- Essais d'ethnopsychiatrie générale, Paris, Gallimard, 1970 (réédition poche, Paris, Gallimard, coll. "Tel", 1983),  (ISBN 2-07-028206-6).
- De l'angoisse à la méthode dans les sciences du comportement, Paris, Flammarion, 1980 [1967 pour l'édition originale en anglais], 474 p., rééd., Paris, Aubier Montaigne, 1998,  (ISBN 2-7007-2186-1).
- Ethnopsychiatrie des Indiens mohaves, Paris, Les Empêcheurs de penser en rond, 1996,  (ISBN 2-908602-83-0).
- Psychothérapie d'un Indien des Plaines : réalités et rêve, (1951), Paris, Fayard, 1998 ; 2013, préface d'Élisabeth Roudinesco,  (ISBN 978-2-213-67852-8).
- La Renonciation à l'identité. Défense contre l'anéantissement, Paris, Payot, 2009, coll. "PBP",  (ISBN 978-2-228-90477-3).
- Baubo, la vulve mythique, (1983), Paris, Payot, 2011, coll. "PBP".

Il a également fondé et dirigé la revue Ethnopsychiatrica.